# Skała Krukowskiego

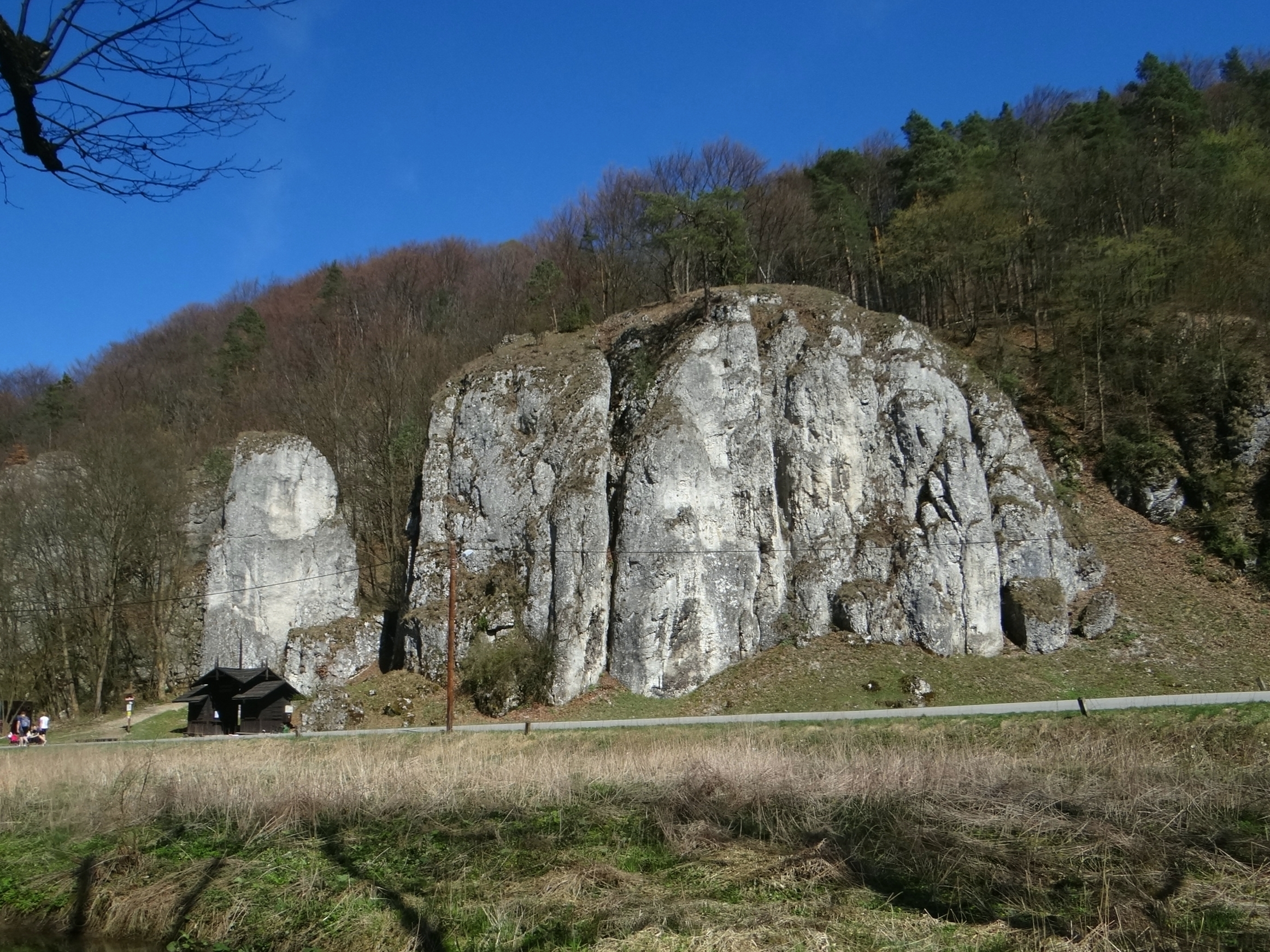
Słupek i Skała Krukowskiego (po prawej stronie)

Skała Krukowskiego – zbudowana z wapieni skalica na lewym zboczu Doliny Prądnika w Ojcowskim Parku Narodowym. Jest jedną ze skał w grupie Skał Koronnych znajdujących się naprzeciwko Bramy Krakowskiej. Wraz ze znajdującą się tuż obok niej skałą Słupek stanowią najdalej na zachód wysunięte skały w tej grupie skał. Nadano jej nazwę w 1990 roku dla uczczenia prof. Stefana Krukowskiego, w setną rocznicę jego urodzin.
Skała Krukowskiego i Słupek zlokalizowane są nieco tylko powyżej dna doliny Prądnika i znajduje się przy nich charakterystyczny drewniany pawilon OPN w formie bramki wejściowej z daszkiem. Obok niego prowadzi ścieżka szlaku turystycznego, która wyprowadza na wypłaszczenie Skały Krukowskiego. Jest ono pochodzącą z pliocenu pozostałością dawnej terasy rzeki Prądnik. Podobną wysokość mają znajdujące się na przeciwległym zboczu doliny Prądnika skały Bramy Krakowskiej i inne, a także znajdujące się na tym samym, lewym zboczu Panieńskie Skały. Ze znajdującego się nad Skałą Krukowską punktu widokowego dobrze widać Dolinę Prądnika i asymetrię jej stoków (przeciwległe są dużo łagodniejsze od tych, na których znajduje się Skała Krukowskiego).

## Szlak turystyki pieszej
Doliną Prądnika, naprzeciwko Bramy Krakowskiej, wejście obok skały Słupek, przez wąwóz Wawrzonowy Dół, wypłaszczenie Skały Krukowskiego, Jaskinię Ciemną, obok skały Rękawica, przez punkty widokowe na górze Koronnej, obok Skały Puchacza do dna Doliny Prądnika przy wylocie Wąwozu Smardzowickiego.